# Catedral de São João, o Divino
A Catedral de São João, o Divino (em inglês Cathedral of Saint John the Divine) é uma catedral anglicana em estilo gótico, pertencente a diocese episcopal da cidade de Nova Iorque,foi iniciada sua construção em 1892.
Localizada na ilha de Manhattan, essa catedral, que possui 11.200 m² de área interior, disputa com a Catedral Anglicana de Liverpool, o título de "maior  igreja anglicana do mundo". É também a quarta maior igreja no mundo, tendo 183.2 metros de comprimento e 70 metros de altura (no ponto mais alto).
Projetada em 1888 e iniciada em 1892, a catedral sofreu profundas mudanças estéticas e passou por um período de paralisação no período das Guerras mundiais. Originalmente projetada no estilo neobizantino-neorromânico, foi alterada em 1909 para o Neogótico. Após um grande incêndio em dezembro de 2001, a catedral foi interditada para reparos, sendo reaberta em novembro de 2008. Ainda permanece em obras, com o processo de restauração em andamento. Como resultado do longo período de construção, foi apelidada como St. John the Unfinished (em português: São João, a Inacabada).
A catedral abriga um laboratório de conservação de materiais têxteis, sendo pioneiro nos Estados Unidos. No acervo estão obras de Barberini e Rafael, além de tapeçarias, estofados, trajes e outros têxteis.